# 马连镇
马连镇，是中华人民共和国陕西省咸陽市乾县下辖的一个乡镇级行政单位。

## 行政区划
马连镇下辖以下地区：
马连村、元村、饽洛村、北上官村、南上官村、三马村、南上村、高家庄村、大和村和连马村。
并不存在大和村，原来是大乙村和赵和村，乡政府未经村民讨论擅自将两村合并，并取名为“大和村”，许多村民对此非常气愤！日本人称自己是大和民族，为此村民大部分都不认同此名称。